# Ereafdeling (veldhockey heren)
De Ereafdeling, ook bekend onder de sponsornaam Carlsberg 0.0, is de hoogste afdeling van de Belgische veldhockeycompetitie bij de heren. 

## Geschiedenis
Sinds 1919 wordt er in België gestreden om het landskampioenschap hockey. De competitie is sinds die tijd verscheidene keren van vorm veranderd. Tot 2006 werd gesproken over Divisie 1, sindsdien over de Eredivisie. In recente jaren doen bij de mannen 12 ploegen mee aan de competitie. 

## Play-offs
Na de competitie aan het einde van het seizoen strijden de 4 hoogst geklasseerde ploegen in de play-offs om het kampioenschap. De twee laagst geklasseerde ploegen degraderen rechtstreeks naar de Nationale divisie.

## Huidige clubs (seizoen 2022-'23)
- Royal Léopold Club
- KHC Dragons
- La Gantoise HC
- RRC Bruxelles
- Waterloo Ducks
- Braxgata
- Royal Herakles HC
- Royal Orée THB
- KHC Leuven
- Royal Daring HC
- Royal Uccle Sport THC
- Old Club de Liège

## Erelijst
- 1919-1920 Brussels HC
- 1920-1921 La Gantoise HC
- 1921-1922 Royal Léopold Club
- 1922-1923 Royal Léopold Club
- 1923-1924 RRC Bruxelles
- 1924-1925 Royal Beerschot THC
- 1925-1926 La Rasante
- 1926-1927 Royal Beerschot THC
- 1927-1928 Royal Léopold Club
- 1928-1929 La Rasante
- 1929-1930 La Rasante
- 1930-1931 La Rasante
- 1931-1932 Royal Beerschot THC
- 1932-1933 RRC Bruxelles
- 1933-1934 Royal Beerschot THC
- 1934-1935 RRC Bruxelles
- 1935-1936 RRC Bruxelles
- 1936-1937 La Rasante
- 1937-1938 La Rasante
- 1938-1939 Royal Léopold Club
- 1939-1940 La Rasante
- 1940-1941 RRC Bruxelles
- 1941-1942 Royal Beerschot THC
- 1942-1943 La Rasante
- 1943-1944 Royal Beerschot THC
- 1944-1945 La Rasante
- 1945-1946 Royal Daring
- 1946-1947 Royal Daring
- 1947-1948 Royal Daring
- 1948-1949 Royal Daring
- 1949-1950 Royal Victory HC
- 1950-1951 Royal Léopold Club
- 1951-1952 Royal Léopold Club
- 1952-1953 La Rasante
- 1953-1954 La Rasante
- 1954-1955 La Rasante
- 1955-1956 La Rasante
- 1956-1957 La Rasante
- 1957-1958 La Rasante
- 1958-1959 Royal Léopold Club
- 1959-1960 Royal Léopold Club
- 1960-1961 Royal Léopold Club
- 1961-1962 Royal Victory HC
- 1962-1963 geen competitie
- 1963-1964 Royal Uccle Sport THC
- 1964-1965 Royal Uccle Sport THC
- 1965-1966 Royal Léopold Club
- 1966-1967 Royal Léopold Club
- 1967-1968 Royal Léopold Club
- 1968-1969 Royal Léopold Club
- 1969-1970 Royal Léopold Club
- 1970-1971 Royal Léopold Club
- 1971-1972 Royal Léopold Club
- 1972-1973 Royal Léopold Club
- 1973-1974 Royal Léopold Club
- 1974-1975 Royal Uccle Sport THC
- 1975-1976 Royal Uccle Sport THC
- 1976-1977 Royal Uccle Sport THC
- 1977-1978 Royal Uccle Sport THC
- 1978-1979 Royal Léopold Club[1]
- 1979-1980 Royal Uccle Sport THC
- 1980-1981 Royal Uccle Sport THC
- 1981-1982 Royal Uccle Sport THC
- 1982-1983 Royal Uccle Sport THC
- 1983-1984 Royal Uccle Sport THC
- 1984-1985 Royal Uccle Sport THC
- 1985-1986 La Rasante
- 1986-1987 Royal Uccle Sport THC
- 1987-1988 Royal Léopold Club
- 1988-1989 Royal Léopold Club
- 1989-1990 La Rasante
- 1990-1991 Royal Léopold Club
- 1991-1992 Royal Léopold Club
- 1992-1993 Royal Baudouin THC
- 1993-1994 Royal Baudouin THC
- 1994-1995 Royal Baudouin THC
- 1995-1996 Royal White Star HC
- 1996-1997 KHC Dragons
- 1997-1998 Royal Herakles HC
- 1998-1999 KHC Dragons
- 1999-2000 KHC Dragons
- 2000-2001 KHC Dragons
- 2001-2002 Royal Léopold Club
- 2002-2003 KHC Dragons
- 2003-2004 Royal Léopold Club
- 2004-2005 Royal Léopold Club
- 2005-2006 Waterloo Ducks
- 2006-2007 Royal Antwerp HC
- 2007-2008 KHC Leuven
- 2008-2009 Waterloo Ducks
- 2009-2010 KHC Dragons
- 2010-2011 KHC Dragons
- 2011-2012 Waterloo Ducks
- 2012-2013 Waterloo Ducks
- 2013-2014 Waterloo Ducks
- 2014-2015 KHC Dragons
- 2015-2016 KHC Dragons
- 2016-2017 KHC Dragons
- 2017-2018  KHC Dragons[2]
- 2018-2019 Royal Léopold Club[3]
- 2019-2020 competitie stilgelegd omwille van Covid-19-pandemie
- 2020-2021 KHC Dragons[4]
- 2021-2022 RRC Bruxelles[5]
- 2022-2023 La Gantoise HC[6]
- 2023-2024 La Gantoise HC [7]
- 2024-2025 La Gantoise HC

### Titels per team
| Hockeyclub               | Aantal | Jaren |
| ------------------------ | ------ | --- |
| R. Léopold Club          | 27     | 1922, 1923, 1928, 1939, 1951, 1952, 1959, 1960, 1961, 1966, 1967, 1968, 1969, 1970, 1971, 1972, 1973, 1974, 1979, 1988, 1989, 1991, 1992, 2002, 2004, 2005 en 2019 |
| R. La Rasante            | 17     | 1926, 1929, 1930, 1931, 1937, 1938, 1940, 1943, 1945, 1953, 1954, 1955, 1956, 1957, 1958, 1986 en 1990                                                             |
| R. Uccle Sport           | 13     | 1964, 1965, 1975, 1976, 1977, 1978, 1980, 1981, 1982, 1983, 1984, 1985 en 1987                                                                                     |
| KHC Dragons              | 12     | 1997, 1999, 2000, 2001, 2003, 2010, 2011, 2015, 2016, 2017, 2018 en 2021                                                                                           |
| R. Racing Club Bruxelles | 6      | 1924, 1933, 1935, 1936, 1941 en 2022 |
| R. Beerschot HC          | 6      | 1925, 1927, 1932, 1934, 1942 en 1944 |
| Waterloo Ducks H.C.      | 5      | 2006, 2009, 2012, 2013 en 2014 |
| R. Daring H.C.           | 4      | 1946, 1947, 1948 en 1949 |
| ARA La Gantoise          | 4      | 1921, 2023, 2024,2025 |
| R. Baudouin              | 3      | 1993, 1994 en 1995 |
| R. Victory H.C.          | 2      | 1950 en 1962 |
| KHC Leuven               | 1      | 2008 |
| R. Antwerp H.C.          | 1      | 2007 |
| R. Herakles H.C.         | 1      | 1998 |
| R. Evere White Star H.C. | 1      | 1996 |
| Brussels HLTC            | 1      | 1920 |

Vlaamse clubs · Waalse clubs · Brusselse clubs
Gouden Stick · Biografieën Belgische hockeyers
Australië · België (heren · dames) · Duitsland · Engeland · Finland · Frankrijk · Ierland · India (PHL/WSH/HIL) · Italië · Nederland · Nieuw-Zeeland · Oostenrijk · Polen · Rusland · Schotland · Spanje · Zwitserland
American football · Atletiek (indoor · outdoor · 10 km · 1/2 marathon · marathon · veldlopen · meerkamp) · Autosport (rally) · Badminton · Basketbal (heren · dames) · Baseball · Beachvolleybal · Biljart (driebanden) · Dammen · Futsal · Gymnastiek (acro · trampoline) · Handbal (heren · dames) · Hockey (heren · dames) · IJshockey · Korfbal (zaal · veld) · Krachtbal · Kunstschaatsen · Motorcross (trial · zijspan) · Schaatsen · Schaken · Snooker · Squah · Strandvoetbal · Triatlon (sprint · middenafstand · olympische afstand · mixed relay · ploegen · cross) · Voetbal (heren · dames) · Waterskiën (racing) · Volleybal (heren · dames) · Wielrennen (tijdrijden · weg · piste · gravel · veld · mountainbike · BMX) · Zaalhockey (heren · dames) · Zaalvoetbal